# Edgard Parizzia
Edgard Domingo Parizzia, detto Goyo (Santa Fe, 24 novembre 1935 – 6 marzo 2010), è stato un cestista e allenatore di pallacanestro argentino.

## Carriera
Con l'Argentina ha disputato i Campionati mondiali del 1959.